# زنان در شورا
زنان در شورا یا زنانِ مجلسی (به یونانی Ἐκκλησιάζουσαι|Ekklēsiázousai) یک کمدیِ کهن اثرِ آریستوفان در حدودِ ۳۹۲ پیش از میلاد نوشته شده‌است. وی در این اثر، زنان را به عنوانِ یک نیرویِ انقلابیِ نهفته به تصویر می‌کشد؛ موضوعی که پیشتر در کمِدی قبلی‌اش لیسیستراتا به آن پرداخته بود.
در این اثر، زنانِ آتن لباسِ مردان بر تن می‌کنند، در مجلس گرد می‌آیند، بر علیهِ شوهران و برادران و فرزندانِ خود رأی می‌دهند و فرماندهان و حکّامِ دولتی را از میان خود برمی‌گزینند. رهبرِ آنان در اینکارف زنی است به نامِ پراکساگورا که سخت طرفدارِ گزینشِ زنان است و می‌گوید زنانی که زیرِ سلطهٔ مردانِ ابله می‌روند، احمق و نادانند.
این کمدی، طولانی‌ترین واژه در ادبیاتِ کلاسیکِ غرب را در خود دارد. این واژه، نامِ یک غذایِ تخیلی است:
"Λοπαδοτεμαχοσελαχογαλεοκανιολειψανοδριμυποτριμματοσιλφιοκαραβομελιτοκατακεχυμενοκιχλεπικοσσυφοφαττοπεριστεραλεκτρυονοπτοκεφαλλιοκιγκλοπελειολαγῳοσιραιοβαφητραγανοπτερύγων"
ترجمهٔ واژه: «کاسه‌ای‌حلزون‌صدف‌قزل‌آلامارماهی‌عسل‌کرم‌مزانتری‌برفک‌کره‌خرگوش‌کباب‌گوساله‌قرقاول‌خروس‌شربت‌کبوترصحرایی‌ترافل‌لارک»